# Le Trésor des contes
Le Trésor des contes est un recueil de près d'un millier de contes collectés en Auvergne par Henri Pourrat et publiés en treize volumes dans la collection Blanche aux éditions Gallimard entre 1948 (volume I) et 1962 (volume XIII).

## Historique

### La collecte

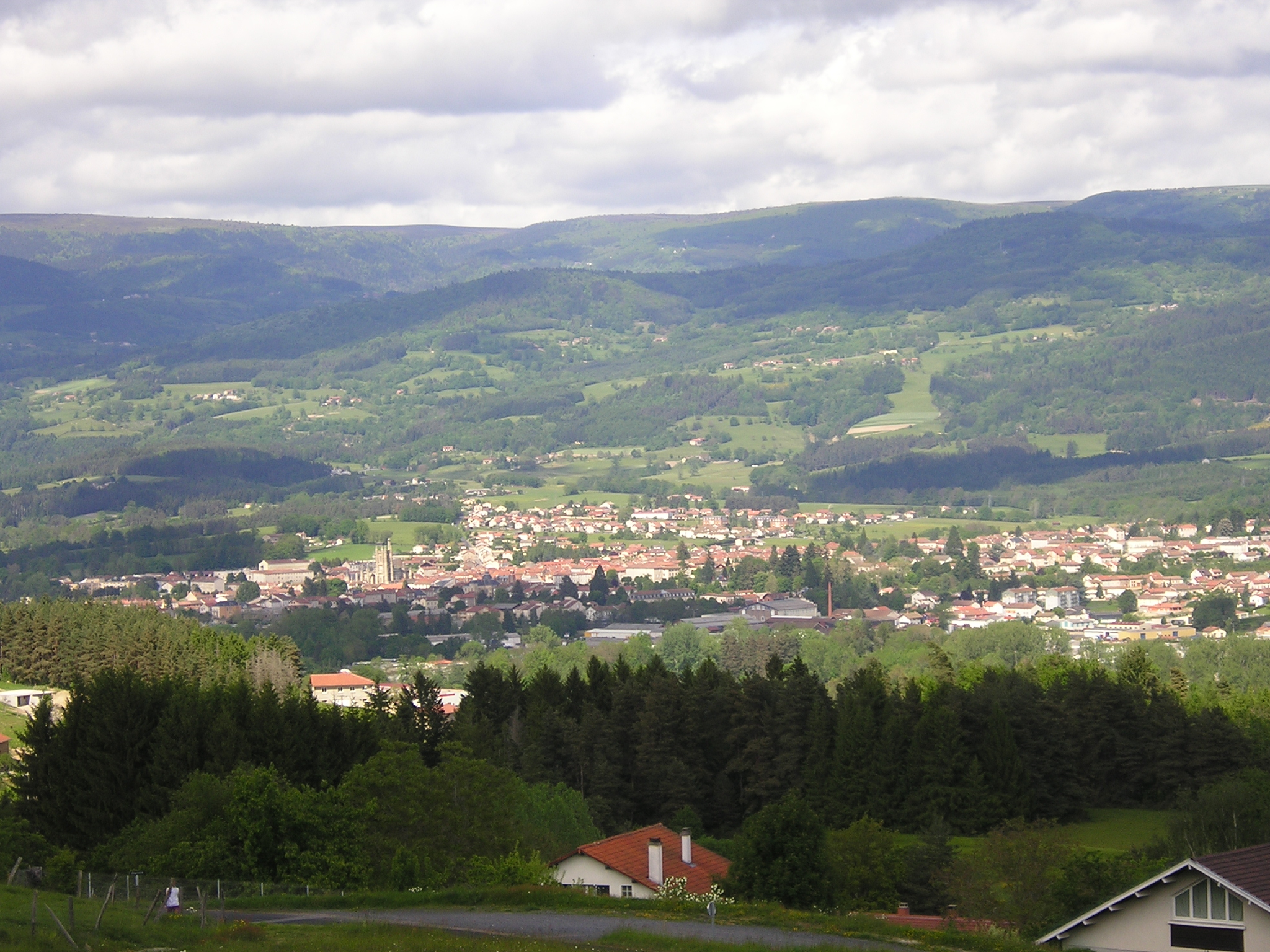
Ambert, commune du parc naturel régional Livradois-Forez.

Depuis plusieurs années, Henri Pourrat collecte contes et chansons dans le pays d'Ambert, parfois en compagnie du félibre ambertois Régis Michalias. Pourrat n'est ni folkloriste ni ethnologue, aussi prend-il conseil auprès d'Arnold van Gennep, avec qui il entame une correspondance en 1912. Cependant la conception des deux hommes diffère radicalement : van Gennep est attaché à une stricte fidélité scientifique à la matière originale quand Pourrat prône une indispensable adaptation littéraire seule en mesure de rendre justice au naturel de l'oralité à l'écrit. Leur collaboration n'aboutit pas. Trente ans plus tard van Gennep publie cependant leur correspondance en préface de son Folklore de l'Auvergne et du Velay. En attendant, Pourrat poursuit sa quête et son idée. De 1908 à 1956 il recueille tout ce que l'on veut bien lui conter dans un cercle autour d'Ambert dont la circonférence est sa Ligne verte, la ligne de ses montagnes, distinctes du reste de l'Auvergne volcanique : dans les jasseries de Pierre-sur-Haute jusqu'au col des Supeyres dans les Monts du Forez, dans les fermes autour des Bois noirs dans le Livradois, dans les maisons et les hameaux isolés ou dans les échoppes d'Ambert, où il se rend chaque après-midi, infatigable marcheur en guêtres et musette en bandoulière, à la rencontre des derniers détenteurs de ce précieux savoir populaire : les contes de fées, de sorcières, d'horreur, de brigands, facéties, hagiographies, miracles, qui émaillent déjà Gaspard des montagnes, « œuvre d'un conteur contrarié ». Au total quatre-cents chansons et plusieurs centaines de contes en regard desquels Pourrat consigne méthodiquement le nom, l'âge, la profession du conteur, la date et le lieu de la collecte. Il a ses réseaux de  correspondants, des prêtres, des instituteurs, qui l'orientent dans toute la région, des traducteurs pour les textes en dialecte qu'il comprend mais qu'il ne parle pas. Il n'enregistre pas et dans un premier temps ne prend pas de note pour ne pas gêner le travail de mémoire du conteur ou de la conteuse, pour ne pas rompre l'enchantement lorsque coulent enfin les mots,,.

### Les notes de promenade
Ses « notes de promenade » ou « cahiers d'expressions » en revanche sont emplis des images, des couleurs, des saveurs de la nature, des visions fugitives dont il s'imprègne lors de ses promenades en quête de ses conteurs. Après une première audition, Pourrat demande au conteur de dire à nouveau son conte. Il note alors les repères nécessaires à la mémorisation mais aussi les formules incantatoires, énigmatiques. Semblable à un jardin sauvage, le texte foisonnant des « cahiers de promenade » est parfois illisible, composé de mots inachevés, d'abréviations, de parties en friche. Le graphisme est tremblé en l'absence de support stable. La forme du texte traduit les hésitations, les pauses, les rires et les chuchotements. La légende côtoie le conte, la formulette rencontre la chanson dans un désordre apparent mais surtout vivant. Pourtant, isolés de leur contexte, ces mots ne sont que des débris de sens qui, dans une lecture à haute voix, ne pourraient être ponctués que par des silences,.

### Le travail d'écriture
Après une nuit de décantation, les notes sont reprises dans un travail d'écriture répondant à l'exigence d'une fidélité absolue à la matière populaire. Le récit oral ne relève pas des normes scolaires, pour entendre l'autre il est nécessaire de mettre entre parenthèses stéréotypes et préjugés. Le conte est ajusté de près à la réalité de la narration dans une trame continue conforme aux enseignements d'Arnold van Gennep : ne rien omettre et ne rien oblitérer des détails qui ont chacun leur importance ; ne rien ajouter car tout matériau étranger à la narration même risque de l'altérer. Le texte oral se nourrit également du décor dans lequel il a été énoncé. L'ancrage du conte dans son contexte est aussi restitué. Pour Henri Pourrat, le cosmos est le berceau de la parole qui met l'homme en relation avec les forces du monde. Stylistiquement, aucun genre n'est considéré comme mineur : chansons, contes, légendes, proverbes, devinettes participent également de la tradition orale. La tâche que s'assigne Pourrat est de rassembler les fragments de ce trésor disséminé. C'est à cette fin qu'il s'affranchit de la version de ses conteurs pour composer sa propre variante qui est parfois la synthèse de plusieurs, comme c'est par exemple le cas pour Marie-Cendron (tome I no 8) récolté auprès de Marie Claustre en 1912, Antoine Rocher en 1936 et Alphonsine Dapzol en 1943,,.

## Éditions

### Les éditions originales
Les treize volumes originaux du Trésor des contes sont édités par Gallimard sur papier Alfa ou, pour les vingt-cinq premiers exemplaires numérotés, sur chiffon Auvergne, dans la collection Blanche ; d'autres exemplaires sont reliés sous une couverture cartonnée en couleur réalisée sur une maquette de Paul Bonet,,. Les trois derniers tomes sont publiés à titre posthume. Pourrat en a lui-même envoyé le manuscrit à l'éditeur peu avant sa mort.

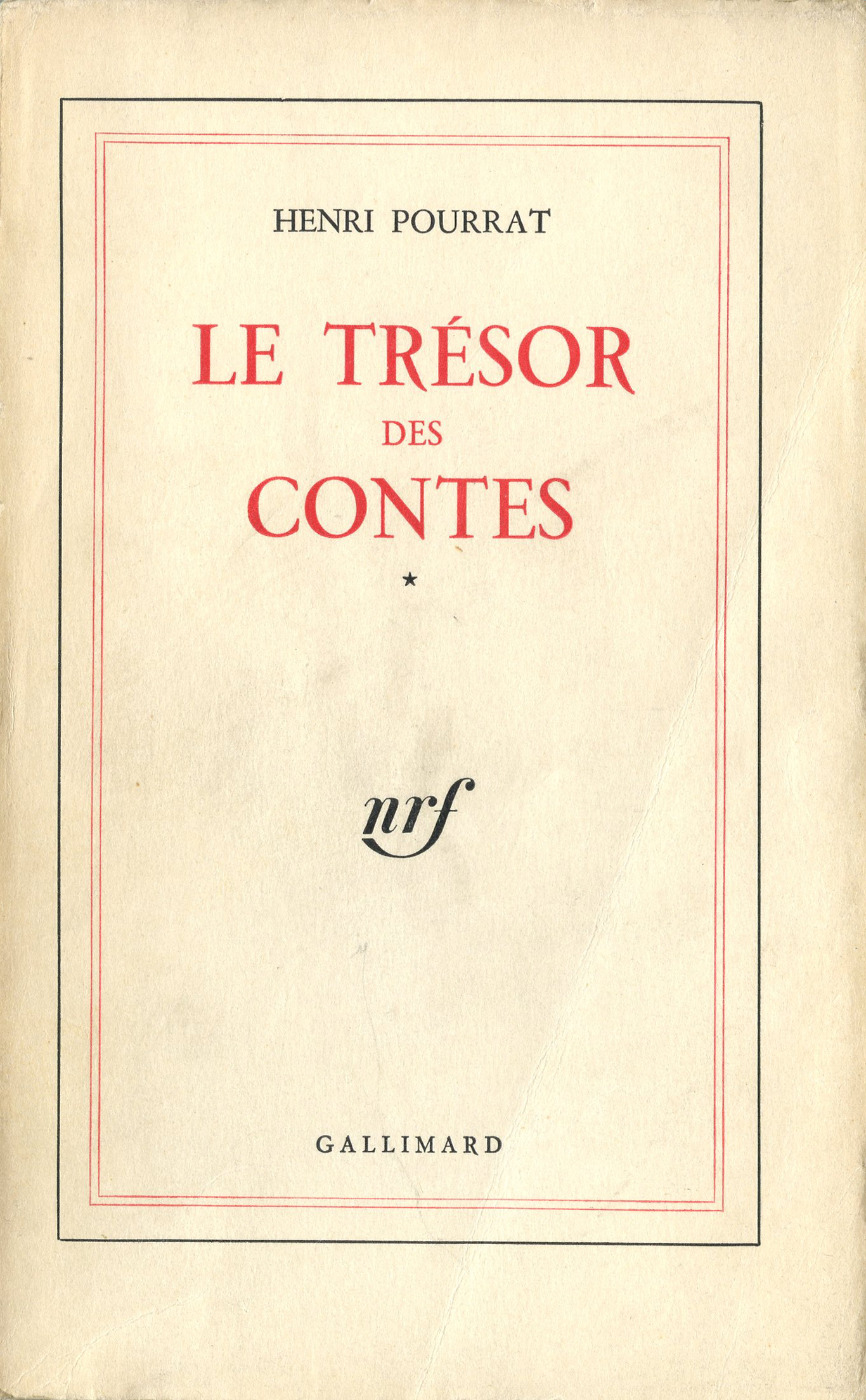
Couverture du tome I dans la collection Blanche.
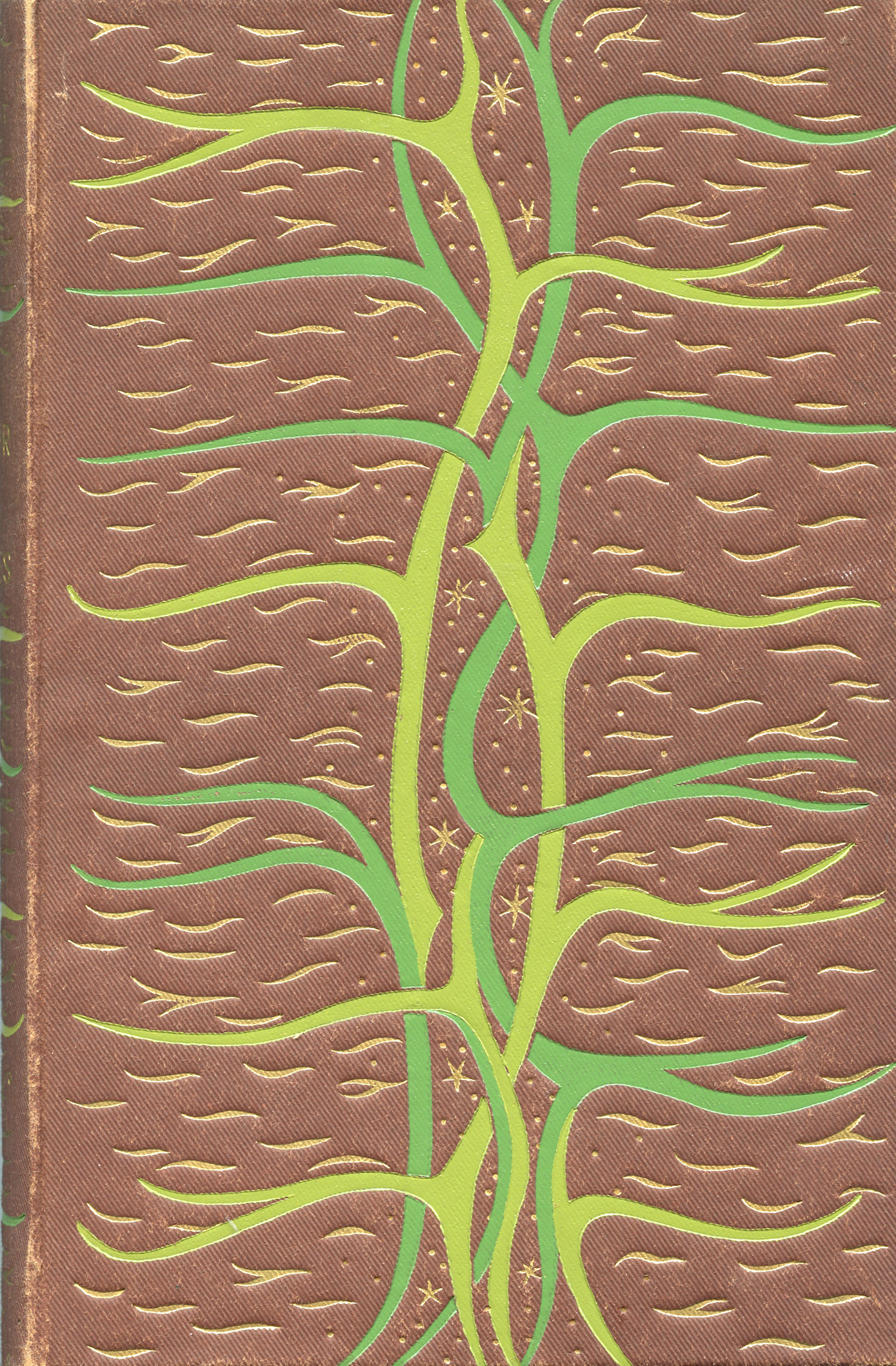
Couverture du tome I d'après la maquette de Paul Bonet.

- Tome I (1948), 323 pages[16] :

1. Les sept corbeaux ;
2. La branche qui chante ;
3. Les trois fontaines ;
4. Jean et Jeannette ;
5. La fourchette d'or ;
6. La marguerite ;
7. La messe vendue ;
8. Marie-Cendron ;
9. L'avisé sans-souci ;
10. La fille du roi aux souliers gâtés ;
11. Les trois bossus ;
12. La demoiselle au long nez ;
13. Les deux meuniers et le charbonnier ;
14. L'homme qui fit si belle défense ;
15. Le soulier neuf, le ressemelage et le talon ;
16. Le lion de pierre ;
17. Vidal va-de-bon-cœur ;
18. Le diable et le paysan ;
19. Les sept frères dans le puits ;
20. Misère et pauvreté ;
21. La fille matelot ;
22. L'abbé Chanut[17] ;
23. Marcalou le fin chasseur ;
24. Les trois attrapeurs ;
25. Les trois gars si adroits ;
26. Les folles réponses ;
27. L'homme de Picquolagne ;
28. Pampelune, le valet du diable ;
29. Le grain de blé ;
30. Le mari trop soumis ;
31. Les moissonneurs ;
32. La mouche ;
33. Les sept générations ;
34. L'aubergiste en pénitence ;
35. Le chapon changé en crapaud ;
36. La belle rose ;
37. Les deux époux bien retrouvés ;
38. Riquet à la houppe ;
39. L'enfant, le serpent et Notre-Dame ;
40. Marie, l'enfant de la fée ;
41. Pirelette volée par la fée ;
42. Front d'Airain ;
43. Les cinq grands voleurs ;
44. Les deux voisines ;
45. Saint Éloi, maître sur tous les maîtres ;
46. Jean sans peur.

- Tome II (1949), 317 pages[18] :

1. La Grenouillette ;
2. Les chausses fines ;
3. Le Chaperon Rouge ;
4. Le pays des niais ;
5. La bêtise et l'esprit qui se prennent ;
6. Le curé découragé ;
7. Les Jean-de-la-lune ;
8. Le soleil et la lune ;
9. L'église déplacée ;
10. Le savant et le batelier ;
11. Le gros poisson ;
12. Le poulet de saint Pierre ;
13. Le gouverneur, sa femme et son fils ;
14. Sainte Madelaine ;
15. La dame à la biche ;
16. Le vœu fait à l'ange ;
17. Le juste retour ;
18. Le sac empli d'or ;
19. Serrepiastre et le diable ;
20. L'ogre et son métayer ;
21. Le braconnier, le garde et le seigneur ;
22. La femme qui chantait pouilles ;
23. Le bateau qui allait tant sur terre que sur eau ;
24. Prenez-le, ne le prenez pas ;
25. Le comte Robert ;
26. La fille parjure ;
27. Le grand corps sans âme ;
28. La mauvaise auberge ;
29. Le mari exigeant ;
30. Le clou ;
31. Tout sert en ménage ;
32. Le jeune libertin ;
33. La petite jardinière ;
34. Le chasseur de la nuit ;
35. La fiancée du fusilier ;
36. Le poteau dangereux ;
37. L'avare volé ;
38. Le mort qui est chaud ;
39. Le veilleur de morts ;
40. Le pays des nuits longues ;
41. La moutarde ;
42. Autre conte de la moutarde ;
43. Le porte-balle assassiné ;
44. La soupe bien salée ;
45. La servante trop curieuse ;
46. Le mauvais livre ;
47. Le feu conjuré ;
48. La bergère muette ;
49. Le marchand de blé ;
50. L'an de la famine ;
51. Les corbeaux qui dénoncent ;
52. Le secret des bêtes ;
53. L'homme noir ;
54. La chatte noire et l'étoile blanche ;
55. La pâquerette.

- Tome III (1950) 287 pages[19] :

1. La queue du diable ;
2. Les deux ressources ;
3. Le garçon qui cherchait femme ;
4. La vigne ;
5. Le vin ;
6. La bonne treille ;
7. Le tonnerre et l'éclair ;
8. La rate blanche ;
9. La pomme d'Ève ;
10. Le roi-petit ;
11. La belle aux trente mariniers ;
12. Les frères de lait ;
13. Jeanne d'Aymet ;
14. La fille au vigneron ;
15. La belle Louison ;
16. Le sifflet ;
17. La pénitence à faire ;
18. Le comme ça ;
19. Les deux mal mariés ;
20. Les trois récompenses ;
21. Le mariage difficile ;
22. La fille du roi et le charbonnier ;
23. Les trois dots ;
24. Marion peau d'Anon ;
25. Les trois galants ;
26. Le pilon ;
27. La femme jamais contente ;
28. La soupière d'or ;
29. La perdrix ou le perdreau ;
30. La grande dispute ;
31. La langue perdue ;
32. Le coq hardi ;
33. Le maître de la maison ;
34. La femme bougonnante ;
35. Les nouvelles inquiétantes ;
36. Le garçon à marier et sa prière ;
37. Le gendre bien morigéné ;
38. La veuve bonne justicière ;
39. Le galant mal barbifié ;
40. Le messager attentionné ;
41. La trop naïve mariée ;
42. L'ange gardien et le petit qu'il garde ;
43. L'horloge, Les belles amourettes ;
44. La fille soldat ; Le dragon vert ;
45. La belle barbière ;
46. La femme sur ses gardes ;
47. Le marchand et le beau valet ;
48. La belle fileuse ;
49. La fille du geôlier ;
50. La mongette ;
51. L'ange gardien ;
52. Le chien noir ;
53. Le beau monsieur ;
54. La maison des trois danseuses ;
55. Le bal sur la montagne ;
56. L'homme à la rose de feu ;
57. Le diable et les danseurs.

- Tome IV (1953), 288 pages[20] :

1. La trop fière princesse ;
2. La friandise ;
3. Chaton-Minet ;
4. Le berger à confesse ;
5. La pourcheronne ;
6. La belle au bois dormant ;
7. Les pénitents ;
8. Le loup à la chandeleur ;
9. Les sept vachers ;
10. La fuite en Égypte ;
11. Le seigle et le froment ;
12. Saint Jean le moissonneur ;
13. Saint Christophe ;
14. Le pinson de mai ;
15. Saint Georges ;
16. Le péquélé ;
17. Le gendarme à cheval ;
18. Le roi, son vacher et sa vache ;
19. Le pauvre bûcheron ;
20. Le déjeuner champêtre ;
21. L'homme toujours renfrogné ;
22. Chaille ;
23. Le pauvre malade et la tête de chèvre ;
24. Le mari bienvenu ;
25. Le mari à bon marché ;
26. L'homme tant à plaindre ;
27. Le mouchoir ;
28. Les trois sacs ;
29. L'ane crevé ;
30. La toute pareille ;
31. Le bon foin ;
32. Le chantre envieilli ;
33. Le gros lièvre ;
34. La mule au galop ;
35. Les deux valets ;
36. Le bon sens en bouteille ;
37. Le sacristain et le sonneur ;
38. Le valet innocent ;
39. La couratière ;
40. La chèvre mal logée ;
41. Les puces ;
42. Quatre-Eaux ;
43. Les nèfles ;
44. Les vêpres sauvages ;
45. Le bûcheron et le colporteur ;
46. L'huile enfuie et rattrapée ;
47. La dévorante ;
48. Le veau bien attendu ;
49. Jean-Loup ;
50. Le dernier jour ;
51. Le secret de la fougère ;
52. Les fous ;
53. La fille sauvage ;
54. Le mendiant bête ;
55. Le moine et le curé ;
56. La huppe d'or ;
57. La bague qui piquait ;
58. Le prince marcassin ;
59. Les deux bêtes ;
60. Les sonnailles ;
61. Le garçon bien en forme ;
62. Les trois mineurs ;
63. La chemise de la fée ;
64. Les deux brebis ;
65. La fée aux trois gages ;
66. Le Provençal en Auvergne ;
67. L'enfant supposé ;
68. Le saint de Médeyrolles ;
69. Le seigneur et la fée ;
70. Le docteur et le gueux ;
71. Le roi Renaud ;
72. Les années du berger ;
73. Mélusine.

- Tome V (1954), 285 pages[21] :

1. Les quatre fins garçons ;
2. Les raisins de la Noël ;
3. Les trois châteaux ;
4. Le métier à prendre ;
5. La femme bête ;
6. L'homme de la misère ;
7. Saint Pierre à la foire ;
8. Le mensonge tourné en vérité ;
9. La reine des flots ;
10. Le bourgeois et l'ange ;
11. La partie avec saint Robert ;
12. Saint Yves en paradis ;
13. Saint Pierre en première instance ;
14. La jarre d'huile et le cochon ;
15. La pièce fausse ;
16. Le bouffon et l'orfèvre ;
17. Le paysan et le chicanou ;
18. Le procureur et le corbeau ;
19. Les deux qui plaidaient ;
20. Le tabellion ;
21. Le plaideur bien enseigné ;
22. Le meunier en l'autre monde ;
23. Le sermon qui porta ;
24. Le laboureur entre quatre larrons ;
25. Le tailleur scrupuleux ;
26. Qui est en haut ;
27. Le débiteur consciencieux ;
28. Les trois voleurs ;
29. Le commis bien appris ;
30. Les deux vendeurs de balais ;
31. Deux poids, deux mesures ;
32. Le marchand de vin chopiné ;
33. La servante à la cave ;
34. Le curé et les trois voleurs ;
35. Tarnagas et son curé ;
36. Le réveillon bien trouvé ;
37. Les cochons à moitié ;
38. Le métayer ;
39. La quittance ;
40. L'argent et le savoir-faire ;
41. Le maquignon qu'il fallait prendre au mot ;
42. Le cheval garanti ;
43. L'alezan ;
44. La mule et la réputation ;
45. Le prix vite débattu ;
46. La bouteille vite payée ;
47. Les cent pistoles ;
48. Le prix fait ;
49. Les cent gerbes ;
50. Le pénitent peu embarrassé ;
51. Le bon curé ;
52. Le jeune Parisien ;
53. L'honnêteté ;
54. La gratte ;
55. La brouette ;
56. Le grelet ;
57. L'intendant et le seigneur ;
58. Le fin voleur ;
59. Le sac de farine ;
60. Le beau temps ;
61. Les poches percées ;
62. L'adroit filou ;
63. Le juge avisé ;
64. Les mouchoirs volés ;
65. L'habit brodé d'or ;
66. La casaque et les culottes ;
67. L'homme qui travaillait seul ;
68. L'avocat et le maître voleur ;
69. L'honnête gueux ;
70. Le curé et la bande ;
71. La grosse hôtesse ;
72. Le margandier chez le marchand ;
73. La morte aux dorures ;
74. Les quatorze tonneaux ;
75. La fille dérobée à son père.

- Tome VI (1955), 285 pages[22] :

1. Les trois filles de la sorcière ;
2. Les trois moines ;
3. Le petit oiseau toujours en vie ;
4. Le crapaud ;
5. Les deux sœurs ;
6. Le paon vert ;
7. Le rameau d'or ;
8. L'oiseau bleu ;
9. La clef des songes ;
10. La main à l'œuvre ;
11. Le chat noir ;
12. Le grand abuseur ;
13. Le borgne ;
14. Le tireur de vin ;
15. La tireuse de lait ;
16. La fille trop entendue ;
17. Les couvées ;
18. La rosée ;
19. Les cent pater ;
20. L'église élargie ;
21. L'impasse au mort ;
22. Les gronles ou les grolles ;
23. Les souliers inusables ;
24. Le chien qui parle ;
25. Le petit chien de la boiteuse ;
26. La femme qui n'était plus soi ;
27. La truie ;
28. Le portrait tout craché ;
29. La confidence au carreau ;
30. Le loup-garou ;
31. La visite aux scieurs de long ;
32. La grande patience ;
33. La nièce et le livre ;
34. Le charpentier ;
35. La grande course ;
36. Le jeteur de sorts ;
37. La femme au mauvais œil ;
38. La belle morte à vingt ans ;
39. Le matagot ;
40. La croix d'or ;
41. Le maléfice retourné ;
42. Le meunier damné ;
43. Le taupier et le forgeron ;
44. Le valet parti ;
45. Le grand faucheur ;
46. La fièvre ;
47. Le médecin et la mort ;
48. Les serpents ;
49. La charrette ;
50. Le savetier au sabbat ;
51. Le chasseur, le seigneur et les sorcières ;
52. La dame sorcière ;
53. Les sorciers en lutte ;
54. Le bouc-blanc ;
55. La sorcière et la cliquaille ;
56. Isabelle et ses trois frères.

- Tome VII (1956), 317 pages[23] :

1. Cric-crac ;
2. La parole perdue ;
3. La vache qui siffle ;
4. L'émouleur en paradis ;
5. Le curé et les bouteilles ;
6. Les compagnons maçons ;
7. La vache et la camionnette ;
8. Le drôle et le notaire ;
9. La truite ;
10. Le flutiau ;
11. La grive à gagner ;
12. Le chaudron d'or ;
13. Les bons entendeurs ;
14. L'avocat aux avis divers ;
15. L'œuf de canard ;
16. La fille à l'esprit délié ;
17. Les pommes à vendre ;
18. Les pommes mal vendues ;
19. La vache en faute ;
20. La vache et le taureau ;
21. L'Annette ;
22. L'âne dans la vaisselle ;
23. Le partage bien fait ;
24. Le curé et le ménétrier ;
25. Dominus vobiscum ;
26. Le petit chien ;
27. Le desservant nouveau ;
28. Le curé déterminé ;
29. Le curé de Chabreloche ;
30. Le curé à qui la langue fourchait ;
31. Le marchand bien mouché ;
32. Le curé et les scieurs de long ;
33. Le cheval qui mangeait les écrevisses ;
34. Les têtes d'âne ;
35. La prescription bien envoyée ;
36. Le médecin au miracle ;
37. Le mois de traitement ;
38. La seconde consultation ;
39. Les andouillettes ;
40. Le curé sociable ;
41. Le récit expédié ;
42. Le beurre dans la soupe ;
43. Le tailleur et le couvreur ;
44. La pipe et les calculs ;
45. Le brave soldat ;
46. Le maître regardant ;
47. Le maître et le tâcheron ;
48. Le beau songe ;
49. Le chèvreton ;
50. La belle propriété ;
51. Le vœu bien tenu ;
52. Les quatre dons ;
53. L'échelle, la brouette et la faucille ;
54. La bête à sept têtes ;
55. La cheville ;
56. Le fin valet ;
57. Le joli saut ;
58. Le gracieux et le malgracieux ;
59. Les chasseurs avisés ;
60. Le double legs ;
61. L'eime ;
62. Le roi-petit ;
63. Le tirage au sort ;
64. Finon-Finette ;
65. Le sabotier et la fille du roi ;
66. L'injure rachetée ;
67. La vieille filandière ;
68. Les oies et le seigneur ;
69. Les marchands ;
70. Le roi désolé ;
71. Saint Pierre et les blés ;
72. Le fondeur de vieilles ;
73. Comme tu feras ;
74. Le seigneur et son capitaine ;
75. Le merle blanc ;
76. La petite souris.

- Tome VIII (1957), 279 pages[24] :

1. L'ossement qui parle ;
2. Le coq qui chante ;
3. Le batelier scrupuleux ;
4. Le bon dieu et saint Pierre en promenade ;
5. La peste, la famine et la guerre ;
6. L'homme à la hache ;
7. Les trépassés venus à l'aide ;
8. Les enfants de la mer ;
9. La flamberge ;
10. Le beau sauvage ;
11. Le roi, le comte et le page ;
12. Le criminel à pendre ;
13. La barbe-bleue ;
14. La couronne de roses ;
15. La garamaude et les trois camarades ;
16. Le bel oncle ;
17. La pénitence et la miséricorde ;
18. Le petit Ferdinand ;
19. Les deux marchands de fil ;
20. Guilleri ;
21. Le pistolet déchargé ;
22. On ne sait jamais ;
23. Le pendeur accommodant ;
24. Cartouche ;
25. Le bourreau et le juge ;
26. L'exécution à faire ;
27. Mandrin ;
28. Le passage barré ;
29. Le sabotier et le juge ;
30. Le mauvais rêve ;
31. Le petit doigt levé ;
32. Le bon juge ;
33. La colombe messagère ;
34. L'ivrogne à son réveil ;
35. Le bon côté ;
36. Les yeux rouges ;
37. Le pain quotidien ;
38. Le petit Henri ;
39. La messe manquée ;
40. Les petits pâtés ;
41. Les trois affamés ;
42. La chaîne d'or ;
43. Le colérique et son cheval ;
44. La mère trompée ;
45. Le remboursement fait à point ;
46. Le voyageur en hasard ;
47. Le retour de foire ;
48. La fâcheuse rencontre ;
49. La fille au groin de porc ;
50. Le village des damnés ;
51. Les deux pauvres frères ;
52. Les rillons ;
53. Le margajat ;
54. Les deux prouesses ;
55. Le capucin.

- Tome IX (1958), 272 pages[25] :

1. Le petou et la petouse ;
2. Les trois garçons du meunier ;
3. Le petit cheval blanc ;
4. Le nouveau cavalier ;
5. Le petit tailleur ;
6. Les choses bien amenées ;
7. Quatorze ;
8. Les trois ferlampiers ;
9. Le père des abeilles ;
10. Le père pendu ;
11. Le bas troué ;
12. Le badabé et la fade ;
13. Les réponses bien tombées ;
14. Treize ;
15. La bonne fouettée ;
16. Treize et son père creusant un puits ;
17. Treize allant en courses ;
18. Les deux poires ;
19. Treize qui a trouvé le sens ;
20. Treize et le bourgeois ;
21. Le gros fromage ;
22. Jean-Bête et ses amours ;
23. Jean-Bête en son ménage ;
24. Jean-Bête qui fit fortune un jour de foire ;
25. Le rémouleur et les grenouilles ;
26. La mule ;
27. Les poires en cueillette ;
28. Les trois pets de l'âne ;
29. Les montagnards dans les vignes ;
30. Les trois pièces d'or ;
31. Le paysan et sa précaution ;
32. Les deux Auvergnats ;
33. Les deux Auvergnats et le hareng saur ;
34. Les deux Auvergnats et l'œuf d'ânesse ;
35. Le tout braque ;
36. Le meunier sans ruisseau ;
37. Les dents d'en haut ;
38. L'écu à la vache ;
39. Le puits communal ;
40. Les aliénés ;
41. L'élection difficile ;
42. Le bœuf sur le toit ;
43. Les bons compteurs ;
44. Les chemins à faire ;
45. Le fossoyeur ;
46. Le deuxième escargot ;
47. Le foie de veau ;
48. Le nègre ;
49. L'étameur ;
50. Le petit bien enseigné ;
51. Le berger ignorant ;
52. Le curé farouche ;
53. Le petit berger des moutons ;
54. La fille sans mains ;
55. La patte-pelue ;
56. La lavandière ;
57. Les enfants perdus ;
58. Les trois rivières ;
59. La blanche biche ;
60. Le garçon trahi.

- Tome X (1959), 293 pages[26] :

1. Le drac de mer et la belle Jeanneton ;
2. Le drac amoureux ;
3. Le ruisseau bien amené ;
4. Le cheval blanc ;
5. Le treizième lièvre ;
6. La cinquième vache ;
7. L'écheveau vert ;
8. Le chauche-vieilles ;
9. La corde et le sonneur ;
10. L'homme fort et la birette ;
11. La tête ;
12. La pierre qui vire ;
13. Marion, Mariette et la marâtre ;
14. Les deux bossus ;
15. Le barbier barbifié ;
16. L'enfant de l'audace ;
17. L'apprenti veilleur ;
18. Le balai vendu ;
19. Saint Barthélemy ;
20. Le pacte repris ;
21. Les deux piles d'or ;
22. Le pacte des trois jours ;
23. Les deux amis ;
24. Les deux cierges ;
25. Le clerc Théophile ;
26. L'enseveli ;
27. Le palefrenier ;
28. L'avocat terrible ;
29. La vente conclue à la légère ;
30. Le cordonnier et son parjure ;
31. Le mourant trop effrayé ;
32. La poule noire ;
33. Le lit à trois pieds ;
34. L'homme qui n'était pas beau ;
35. Le cornu à l'église ;
36. Le diable et l'âne du curé ;
37. Le diable marchand de cochons ;
38. Le diable en bouteille ;
39. Les scieurs de long ;
40. Le diable et le papetier ;
41. Les sept favres ;
42. Le pont du diable ;
43. Saint Martin et le barraban ;
44. Le diable et les commères ;
45. Saint Martin en cavalier ;
46. Saint Martin au pays ;
47. La récolte bien choisie ;
48. Le petit oiseau gris ;
49. La sauce magique ;
50. Le diable ricouquin ;
51. Le garçon aux sept chemises ;
52. Jean de l'ourse ;
53. Le soldat de satan ;
54. La pache avec la diablesse ;
55. Les trois cheveux d'or du diable ;
56. La montagne noire.

- Tome XI (1961), 341 pages[27] :

1. Les trois paroles ;
2. Les trois coqs ;
3. David au dimanche gras ;
4. La graine de fougère ;
5. L'aveugle prudent ;
6. La ramée et l'homme de fer ;
7. Le gentilhomme à l'œil de verre ;
8. L'escarboucle ;
9. Le papillon blanc ;
10. La pénitence et la miséricorde ;
11. Honoré ou le garçon pâtissier ;
12. Les enfants sans baptême ;
13. Le parrain juste ;
14. L'oraison fervente ;
15. Les distractions ;
16. Saint Pierre remplaçant le bon Dieu ;
17. Le fermier satisfait ;
18. La bonne âme ;
19. Les trois actes à faire ;
20. Les menuisiers ;
21. Les selliers et les bourreliers ;
22. La messe aux huissiers ;
23. L'homélie embarrassée ;
24. Le paysan et l'évêque ;
25. Le huitième péché capital ;
26. Le moine, le moinillon et leur âne ;
27. La réponse bien digérée ;
28. Les mots du notaire ;
29. La réponse à affranchir ;
30. Le fils à l'aubergiste ;
31. Le pot du loup ;
32. La queue du lion ;
33. Les mensonges ;
34. La culotte donnée et rendue ;
35. La chemisette d'or et d'argent ;
36. Le voleur et le juge ;
37. La grande mission ;
38. La dette envers le procureur ;
39. L'avocat aux avis divers ;
40. La consultation ;
41. Le sac à procès ;
42. Le paysan ;
43. Le valet, le maître et les chasseurs ;
44. Le coup double ;
45. Le plus fort avare ;
46. Le sou simple ;
47. La pièce à donner ;
48. L'aumône ;
49. La barbe faite par l'amour de dieu ;
50. L'âne prêtre ;
51. Le curé et les scieurs de long ;
52. Le curé prudent ;
53. Les quatre écus ;
54. Le curé qui en fit trop et pas assez ;
55. La bergère et la bête ;
56. Les casquamèches ;
57. Le lointain domaine ;
58. L'homme embarrassé ;
59. Le sacristain qui disait nous ;
60. Le sacristain et les deux anges ;
61. Le sacristain de Bertignat ;
62. La médecine à essayer ;
63. Les progrès en médecine ;
64. L'emplâtre bien posé ;
65. Le soulier qui gênait ;
66. L'homme d'en haut aux champs d'en bas ;
67. Les deux sourds ;
68. La bique qui a voulu monter au ciel ;
69. Le bouc communal ;
70. La bonne aide ;
71. Le cochon qui jappait ;
72. Le vin qui augmente et qui diminue ;
73. La bonne fiole ;
74. Le sauvetage à faire ;
75. Les trois prescriptions ;
76. Le coup serré ;
77. La bonne horloge ;
78. Les trois bouteilles ;
79. Le marchand d'ânes ;
80. L'ivrogne déterminé ;
81. Le médecin consulté ;
82. Le vigneron malade ;
83. La vendange ;
84. Le rouge et le blanc ;
85. Le cordonnier et le sabotier ;
86. Les poissons ;
87. Le couteau rouvert ;
88. Les deux truites ;
89. Les petits oiseaux et le gros oiseau ;
90. Les deux poulets ;
91. Le voyageur dégoûté ;
92. Le valet effarouché ;
93. Le fin morceau ;
94. Le dîner du mardi gras ;
95. Le bouillon trop salé ;
96. L'œil du bouillon ;
97. La soupe difficile à manger ;
98. L'écuellée de soupe ;
99. L'homme à la fève ;
100. Le loup et la soupe ;
101. Le coq bleu ;
102. Le garde-chasse ;
103. Le maître au large testament ;
104. Le laboureur et le juge ;
105. Les trois couleurs ;
106. Le seigneur accommodant ;
107. La fade au gros œuf ;
108. Le garde-fou ;
109. L'avocat et le président ;
110. Le pot de vin et l'ânon ;
111. Les désirs ;
112. Le juste avoir ;
113. Les clefs perdues ;
114. Le compte surprenant ;
115. Les deux peigneuses ;
116. L'usurier mourant ;
117. La bourse ;
118. La jument-blanc ;
119. Les reliques ;
120. Le grand saint du pays ;
121. L'innocent et la plume ;
122. Le batelier sûr de soi ;
123. Le passeur ;
124. Pimpon d'or et les trois ogres.

- Tome XII (1962), 319 pages[28] :

1. L'agnel blanc ;
2. L'agnelle blanche ;
3. La petite saucisse et la souris ;
4. La rate et le ratou ;
5. Le pou et la puce ;
6. Le pauvre petit pou ;
7. L'abeille, l'aragne, la fourmi ;
8. Le grillon et le loup ;
9. Le Bernard et la Bernade ;
10. Les oiseaux à la crèche ;
11. La bergeronnette ;
12. Le roitelet ;
13. Le roitelet et l'hiver ;
14. La mésange et le roitelet ;
15. Le roitelet médecin ;
16. Le pinson et l'alouette ;
17. Le corbeau et le geai ;
18. Jean-Bête et les oiseaux ;
19. Jean-Bête et le compère-loriot ;
20. Le loriot ;
21. la huppe ;
22. Le pivert ;
23. La linotte ;
24. Le chardonneret ;
25. Le rouge-gorge ;
26. La pie et l'hirondelle ;
27. La pie ;
28. La pie, l'aigle et le milan ;
29. La pie et la tourterelle ;
30. L'auriol, la tourde et le coucou ;
31. Le coucou à la moisson ;
32. L'aronde, le cousin, la couleuvre ;
33. L'alouette blessée ;
34. Le rossignol et l'orvet ;
35. Le rossignol de mai ;
36. Les trois conseils du rossignol ;
37. Le loup et le pinson ;
38. Les corbeaux et le loup ;
39. L'oie et le chat ;
40. Les trois oisonnes ;
41. Les trois poulettes ;
42. La poulette et le mâtin ;
43. La poule et le coq ;
44. Le coq et le renard ;
45. Le coq hardi, ses poulettes et le renard ;
46. Le coq qui devint le coq du clocher ;
47. Moitié-de-coq ;
48. Quartier-de-poulet ;
49. Le bouc dans la congère ;
50. Le grand-chamian ;
51. La biquette et le loup ;
52. La chèvre qui prit le loup ;
53. Les trois chèvres ;
54. La bique, ses biquets et le gros loup ;
55. Le pauvre ânichon ;
56. L'âne et le loup aux noces ;
57. La mère ânesse ;
58. L'âne rouge ;
59. L'écureuil et le renard ;
60. Le renard dans l'orage ;
61. L'andouille ;
62. L'aigle et le renardeau ;
63. La perdrix et le renard ;
64. Le jars, le renard et l'alouette ;
65. La merlette et le renard ;
66. La merlette, le renard et le chien ;
67. Le renard et le paysan ;
68. Le renard et le meunier ;
69. Les fourmes ;
70. Le loup complaisant ;
71. Le loup et les trois demoiselles ;
72. Le renard et le loup apprenant à chanter ;
73. Le loup et le renard à la mare et par les champs ;
74. Le renard et le loup dans le puits ;
75. Les lavandières ;
76. Le bon beurre ;
77. La bouillie ;
78. L'escargot et le loup ;
79. Le renard et le loup travaillant la terre ;
80. La Pierrotte ;
81. La truie bien avisée ;
82. Le loup qui voulait manger le renard ;
83. Le pot de miel ;
84. Le loup, le renard et le sacristain ;
85. Le renard et le loup en leurs aventures ;
86. Le bœuf et l'âne ;
87. Le serpent, le renard et l'homme ;
88. L'ours, la jument, le chien, le renard et l'homme ;
89. Ceux qui vont se faire guérir ;
90. Le château des loups ;
91. Le Plampougni.

- Tome XIII (1962), 381 pages[29] :

1. La chatte blanche ;
2. La mule et les poules ;
3. Les souhaits sans fin ;
4. La petite trop friande ;
5. Étoile d'or et queue de mule ;
6. Le pois chiche ;
7. L'aune de boudin ;
8. Le roi Nasibus ;
9. La pauvre laide ;
10. La vache-vairette ;
11. La belle aux cheveux d'or ;
12. La courte jambe ;
13. La belle Aurore ;
14. La fille à marier ;
15. Les trois quenouilles de verre ;
16. Les trois dots ;
17. Le garçon sans peur ;
18. Le conscrit sur son départ ;
19. L'ange blanc ;
20. Le péché originel ;
21. Le mauvais saint ;
22. Le Bertrand ;
23. Le maître vantard ;
24. La lanterne ;
25. Le diable prisonnier ;
26. Saint Pierre, la femme et le diable ;
27. La mère de saint Pierre ;
28. Le mari expédié ;
29. La queue bien tirée ;
30. La femme sans appétit ;
31. L'écho ;
32. Les épinards et les cardes ;
33. L'homme attentionné ;
34. La femme trop lente ;
35. La pause du mari ;
36. Le mari malcontent ;
37. Le vrai gouvernement ;
38. La patronne ;
39. Comme d'habitude ;
40. Les trocs ;
41. Les brayes raccourcies ;
42. La culotte ;
43. Les pois verts ;
44. Les deux grognants ;
45. Les deux muets ;
46. L'examen bien fait ;
47. Le grand martyre ;
48. La vieille et monseigneur ;
49. L'oie et les perdrix ;
50. La coutume de Randan ;
51. La peau la plus dure ;
52. Le coucou qui chante ;
53. Le cornard ;
54. Le pauvre Jean ;
55. Le marguillier ;
56. Le démariage ;
57. Le cabri et la chèvre ;
58. Le bonhomme qui voulait tout savoir ;
59. L'homme prévoyant ;
60. La promesse donnée ;
61. L'homme toujours dans son tort ;
62. L'accident ;
63. Le moribond ;
64. La chandelle ;
65. Le beau linceux ;
66. Le pleureur ;
67. L'homme en peine ;
68. La bonne neuvaine ;
69. Le pauvre veuf ;
70. La veuve ;
71. La pleurarde qui voyait clair ;
72. Les trois veufs et les trois veuves ;
73. La veilleuse ;
74. Saint Joseph au paradis ;
75. Le curé et le père Adam ;
76. La menette et le gendarme ;
77. La dorothée ;
78. La sainte aux litanies ;
79. La gentille marraine ;
80. Les coups à donner ;
81. Le repos ;
82. Le bavardage à l'église ;
83. Les intentions mystiques ;
84. La demoiselle ;
85. Le curé qui confessa la Sainte Vierge ;
86. Le péché coupé en deux ;
87. Les chats ensorcelés ;
88. La veillée tardive ;
89. Le pauvre voleur ;
90. Le gendre en danger ;
91. Le maquignon et les aubergistes ;
92. La belle assassinée ;
93. Les tristes noces ;
94. La vieille aux pantoufles rouges ;
95. Les sept belles femmes ;
96. L'ombre perdue ;
97. La belle et l'homme noir ;
98. Les trois anneaux ;
99. L'anneau donné à la démone ;
100. Saint Alexis ;
101. Saint Julien l'hospitalier ;
102. La couverture ;
103. La dame lombarde ;
104. Le péché mortel ;
105. La dame ogresse ;
106. Jean de Paris ;
107. La petite Léonore ;
108. Jean de Calais ;
109. La fille au couvent ;
110. Les indulgences ;
111. Les trois petits et la morte ;
112. La fille de neige ;
113. Le vent chaud ;
114. La belle diablesse ;
115. L'homme démuni ;
116. Les trois lézards ;
117. La femme qui se mêlait de politique ;
118. Les bras d'argent.

### Les éditions postérieures
À partir de 1977, le Trésor des contes est publié, sous la forme de sept volumes thématiques illustrés, dans la collection hors-série « Beaux Livres » des éditions Gallimard, sous la direction de Claire Pourrat, belle-fille de l'écrivain : 
1. Le Diable et ses diableries (1977), 428 pages[30]
2. Les Brigands (1978), 454 pages[31] ;
3. Au village (1979), 430 pages[32] ;
4. Les Amours (1981), 470 pages[33] ;
5. Les Fées (1983), 540 pages[34] ;
6. Les Fous et les sages (1986), 557 pages[35] ;
7. Le Bestiaire (1986), 398 pages[36].

Le Bestiaire présente un index alphabétique général du millier de contes rassemblés dans cette édition.
En 2003, toujours sous la direction de Claire Pourrat, les éditions Gallimard publient à nouveau Les Amours, cette fois dans la collection de poche « Folio ».
L'ensemble des contes est à nouveau rassemblé en 2009 et publié par les éditions Omnibus en deux tomes de respectivement 1 313 et 1 583 pages, préfacés par Michel Zink avec une introduction de Bernadette Bricout, comprenant les livres I à VI de la première édition pour le premier et VII à XIII pour le second,.

### La publication des sources
Lors de l'édition originale des treize tomes du Trésor des Contes, Henri Pourrat se refuse à livrer la matière brute, son travail de défrichage et ses sources, revendiquant d'être non un ethnologue mais un conteur populaire à part entière sans pour autant daigner répondre à ses détracteurs qui lui reprochent de faire œuvre de lettré et mettent en doute l'authenticité de sa collecte. Son projet de conteur, il l'a exposé dans les essais qui ont accompagné la publication de Gaspard des montagnes : La Ligne verte, Toucher terre, La Porte du verger, Le Blé de Noël. 
À la fin des années 1970, Bernadette Bricout, spécialiste de l'œuvre conté de Pourrat auquel elle a consacré sa thèse de doctorat en 1987, procède à l'étude des 9 000 feuillets manuscrits mis à sa disposition par les enfants de l'écrivain, Annette Lauras et Claude Pourrat, insérés dans 53 dossiers, constituant le fruit de 48 années de collecte jamais exploité avant son travail d'analyse. Elle recueille parallèlement auprès des conteurs de Pourrat survivants une trentaine de récits qui lui permettent de mesurer l'écart entre le récit oral enregistré au magnétophone et le texte transcrit par Pourrat. Elle publie, en 1989, dans les Récits et contes du Livradois, le texte de ceux qu'elle considère être les prototypes des contes, dans leur version brute, telle que les a entendus et retranscrits Pourrat, avant son travail de réécriture pour le Trésor. Elle publie dans le même ouvrage l'index des 192 conteurs et chanteurs âgés de 9 à 88 ans qui ont livré ce trésor à Pourrat : 53 conteurs, 53 conteuses, 29 chanteurs et 57 chanteuses. La personnalité et la quantité ou la particularité de la production de certains d'entre eux s'avèrent plus remarquables : 
- Marie Claustre, dentellière à Marsac ;
- Jeanne Lebon, lavandière à Ambert ;
- Nanette Chapat, dentellière au Montel ;
- Mariette Desgeorges, bergère au Montel ;
- Étienne Vialatte, cordonnier à Ambert ;
- Jacques Pourreyron, tailleur et ménétrier à Saint-Martin-des Olmes ;
- Alphonsine Dapzol, couturière à Champétières (consigne ses contes par écrit à la demande de Pourrat) ;
- Marie Visseyrias, domestique à Champétières (livre les contes de Gaspard des Montagnes) ;
- Louise Bouvard, maîtresse de domaine (née à Chenerailles comme Anne-Marie Grange la cousine de Gaspard).

Bernadette Bricout consacre en 1992 un second ouvrage au Trésor des contes d'Henri Pourrat, Le Savoir et la saveur, dans lequel elle mentionne l'importance des lieux de transmission traditionnels de la parole. Elle évoque ainsi les lieux ouverts de l'oralité féminine que sont le lavoir et la fontaine, le pas de la porte, la clôture du jardin, l'épicerie ou la sortie de l'église mais aussi les assemblées de dentelières, lieux clos plus propices à la transmission des contes. Le café et l'auberge mais surtout le foirail où sont chantées les complaintes, celles de Mandrin, de Guilleri, de Cartouche, chères à Pourrat, sont les lieux privilégiés de la parole masculine. La veillée qui rassemble hommes, femmes et enfants autour du foyer de la cheminée est bien sûr le lieu et le temps symboliques de la transmission et la forme choisie par Pourrat pour structurer son Gaspard des montagnes, composé de quatre livres comportant chacun sept veillées, le temps d'une lunaison. Pourrat a également adopté une autre forme de collecte qui est celle de l'enquête menée à la fin des années 1920 auprès des écoliers par l'intermédiaire de leurs instituteurs. Sur le sujet de l'histoire ou de la légende d'Auvergne entendue conter par une personne âgée, il récolte 177 textes. Le sujet des histoires de magie, de sorcellerie ou de guérison inexplicable lui offre une moisson de 198 copies mais aussi un sujet d'étude sur la censure exercée par l'institution scolaire sur la spontanéité des enfants.

## Discographie
Peu de contes du Trésor ont fait l'objet d'un enregistrement discographique. C'est cependant le cas du Bateau qui allait tant sur terre que sur eau (tome II, no 23) enregistré en 1986 par Julos Beaucarne dans ses Contes comptines et balades (pour les petits et les grands) ; le texte du conte est imprimé sur un feuillet inséré à l'intérieur de la pochette.

## Quelques contes
Dans une communication publiée par la Fédération des Arts et Traditions populaires du Centre et du Massif Central, Jean Banière, ami d'Henri Pourrat et président du conseil scientifique de la fédération « Berry-Auvergne », donne quelques brefs récits extraits de l'édition originale du Trésor des contes : 
- La chèvre mal logée (tome IV, page 147). 
II y avait une fois une bonne femme qui, devenue veuve, se retira dans une petite maison. Elle s'y installa, s'y mit sur le pied qu'il fallait et, à la première foire qui se tint à la ville, alla acheter une chèvre. Son curé la rencontra le soir comme elle ramenait sa bête, la tirant par la corde. 
« Hé oui, M. le curé, une biquette pour me tenir une goutte de lait… Seulement, voilà ! Ma maison n'a pas trop d'aisances, vous savez bien… 
- Alors, Nanon ? 
- Alors, à la belle saison, j'attacherai ma biquette à un piquet dans le clos… 
- Et l'hiver, où la logerez vous ? 
- Eh bien ma foi, l'hiver, je la logerai dans ma chambre. 
- Mais Nanon, et l'odeur ? 
- Ha, l'odeur qu'est ce que vous voulez : faudra bien qu'elle s'y habitue la pauvre bête ! »

- Les deux pauvres frères (tome VIII, page 249). 
II y avait une fois deux frères, le Jean, le Pierre, deux mendiants qui demeuraient là-haut, dans une cabane en ruines, sous le bois de Plantechoux. Le Jean traînait la jambe à ne quasi plus pouvoir marcher. Mais le Pierre, lui, était si court d'haleine qu'il ne marchait plus du tout. 
C'était le Jean qui allait « à la donne », après les enterrements des riches. Et tous les lundis que Dieu fait, il descendait au château de la Rainerie : le lundi c'était le jour des pauvres, la dame, ce jour-là, faisait de grosses aumônes. Au Jean, elle donnait quatre sous : une soune - un sou - pour lui, une autre soune pour le frère. 
Ce frère vint à mourir. Le lundi d'après, le Jean se présente au château, comme d'habitude. La dame ne lui donne qu'un double sou, sans plus. Il regarde ce sou au creux de sa paume, regarde la dame, relevant sur elle des yeux tout surpris tout fâchés. « Mais, lui dit-elle, votre frère est mort n'est-ce pas ? Je ne vais plus vous remettre ce que je vous remettais pour lui. » Il continuait de regarder de travers la dame, le gros sou, le gros sou et la dame. 
« Tout de même fit-il enfin, hochant la tête, il faudrait savoir qui doit hériter de mon frère : si c'est vous ou bien si c'est moi ! »

- Le voyageur dégoûté (tome XI, page 225). 
II y avait une fois un cavalier, un grand homme sec, avec des moustaches, et des gants, et des bottes qui s'arrêta là-haut ente les deux montagnes, à l'auberge du col. Il entre et, d'un air d'importance, demande à manger un morceau. La femme de l'auberge était venue prendre ses ordres, en relevant pour plus d'honnêteté le coin de son tablier dans sa ceinture. Elle dit qu'elle peut servir du jambon. Il dit que le jambon sera trop dur. Du ris de veau ? Le ris de veau sera trop mou. 
« Monsieur, je vais vous donner une langue de mouton. 
- Je n'aime pas ce qui sort de la bouche. 
- Je vois, monsieur, je m'en vais vous servir un œuf. »

- Le garde-fou (tome XI, page 277). 
II y avait une fois un monsieur le baron d'un faste quasi extravagant. Trente-six domaines, douze châteaux. Et il en acheta encore un, en pays assez sourcilleux. Des mois cependant passèrent sans qu'il vînt seulement en prendre possession. Puis un beau matin, il arrive, dans son carrosse, en son habit de cour doré sur toutes les coutures. Le fermier lui fait visiter le château, le parc plein d'accidents à la sauvage. Mais il y fallait passer un torrent de boulets et d'écumes, et pour le passer, rien qu'une planche. 
« Vous auriez pu, dit M. le baron, faire mettre un garde-fou ? 
- Ha, monsieur, dit le paysan on ne savait pas que vous viendriez. »

- La lanterne (tome XIII, page 114). 
II y avait une fois un valet, dans une de ces grosses fermes du Cantal où les vaches vont par dizaines, il y avait une fois un valet qui était à peu près fiancé. Il allait voir sa belle à la veillée, et pour y aller il prenait lanterne. Donc, il usait de la chandelle. En une heure, il s'en use haut comme un gros sou sur sa tranche. Le fermier y trouvait à redire. 
« De mon temps, milladious ! nous n'avions pas besoin de lumière pour aller voir les filles. S'il n'y faisait pas clair, tant pis ! Nous trouvions le chemin quand même, le chemin et la fille au bout ! … Hein, valet ? Est-ce que, moi, je n'ai pas déniché la maitresse, et sans décrocher une lanterne ?
– Oui, oui maître, dit le valet, mais justement vous l'avez décrochée sans lanterne, la maîtresse ; et maintenant ça se voit en plein jour. »